# 門脇知子
門脇 知子（かどわき ともこ、1965年5月17日 - ）は、東京都目黒区生まれのタレント、DJ。
うぃなぁエンタテイメント（業務提携）・ティーフォースを経てアクロスエンタテインメント（業務提携）所属。

## 経歴
両親は二人とも日本人で、父親は証券会社に勤めていた。妹がいる。
小学校2年の頃から洋楽を聴き始める。
1984年、両親が離婚した後、母親と義父を追って８年間にニューヨーク・ロング・アイランドへ渡米した。その間、英語を学び、アメリカの文化に浸ることを強いられた。 その後、5年間ダウリング大学で視覚芸術を学んだ。
1990年、フジテレビ「プロ野球ニュース」のレポーターとしてデビュー。テレビ局で働きながらラジオ局のオーディションに応募し、優勝した。その後いくつかのテレビ・ラジオ番組に出演した。1997年に歌手デビューしたが、出したシングルは『Believe it』1枚のみ。
すでに1992年にファンに内緒で男性のテレビプロデューサー（当時）と結婚しており、1995年に第1子である長女を出産した。 1998年、第2子である長男を出産したが、その後離婚。
1999年当時、ラブラドール種のジェイクという名の愛犬を飼っていた。
2013年2月に子宮頸癌の罹患を告白。１カ月半の休養を経て、番組に復帰。

## 現在の出演番組

### ラジオ
全てBAYFM78
- INTER X-PRESS（月～木 19:00～20:52）
- bayfm meets AKB48シリーズ（2005年の開始当時より）

他にも局名アナウンスや時報、一部のCMも担当していた。

## 過去の出演番組

### ラジオ
全てbayfm78
- TOKYO BAY MORNING
- MARIVE FUNKY SHUFFLE → FUNKY FACTORY → RADIO SURPRISE!!（1995年4月 - 2013年3月　全て月 - 木曜13:00 - 15:51)
- BAY COMFORT（2006年1月 - 2006年6月 金曜9:00 - 15:50）
  - 半年間の期間限定として放送した。
- J-POP GOLD　（2014年4月～2016年3月 木 19:00～21:24）
- SUNDAY MUSIC FLOAT（2020年2月16日 - 9月27日 17:00～17:51）

### テレビ
- アジアバグース!（フジテレビ）[5]
- 北野富士（フジテレビ）ゲスト出演
- 自分クイズ（フジテレビ）天の声出題

## CD
- 「Believe it」　1997/1
- 「Love Our Bay」　Bayfm ALL STARSのメンバー（ラップ担当）として　2006/11